# 마릴린 먼로의 초상
마릴린 먼로의 초상(Portrait of Marilyn Monroe)은 한국에서 제작된 마대윤 감독의 1998년 드라마 영화이다. 최종화 등이 주연으로 출연하였다.

## 출연

### 주연
- 최종화
- 민복희
- 한지순

## 제작진
- 조명: 고병철
- 진행: 윤은정